# Chidawa
Chidawa är en ort i Indien.   Den ligger i distriktet Jhunjhunūn och delstaten Rajasthan, i den norra delen av landet, 160 km väster om huvudstaden New Delhi. Chidawa ligger 316 meter över havet och antalet invånare är 41 319.
Terrängen runt Chidawa är mycket platt. Runt Chidawa är det tätbefolkat, med 459 invånare per kvadratkilometer. Chidawa är det största samhället i trakten. Trakten runt Chidawa består till största delen av jordbruksmark.